# Extradice
Extradice (anglicky extradition (právnicky) vydat stíhanou osobu jinému státu k potrestání) je jedním z druhů horizontální mezinárodní justiční spolupráce v trestních věcech. Její podstatou je zajištění obviněného nebo odsouzeného na území jiného státu a jeho následné vydání k trestnímu stíhání či k výkonu trestu odnětí svobody do státu vyžadujícího. Poddruhem extradice je také předávání na základě evropského zatýkacího rozkazu. Obdobou vydávání v oblasti vertikální mezinárodní justiční spolupráce v trestních věcech je předávání mezinárodním trestním soudům a tribunálům. V některých federálních státech se pojem vydávání (extradice) používá také pro vydávání mezi jednotlivými členskými státy (např. Spojené státy americké). Vydávání je upraveno tzv. extradičním právem.
V závislosti na „směru“ pohledu se terminologicky rozlišuje mezi vyžádáním (označuje extradici z pohledu státu vyžadujícího, tj. státu, který o vydání žádá) a vydáním (označuje extradici z pohledu státu dožádaného, tj. státu, který je o vydání žádán).

## Historie
Předchůdce extradice lze nalézt již v první doložené mezinárodní smlouvě vůbec, mírové smlouvě mezi egyptským faraonem Ramessem II. a chetitským vládcem Chattušilem III. z roku 1272 př. n. l. (někdy udáván letopočet 1269 př. n. l.), která obsahuje šest článků zavazujících k vzájemnému navracení poddaných jednoho panovníka, kteří uprchnou na území druhého panovníka, a to jak pokud jde o osoby urozené, tak pokud jde o prosté poddané. První konkrétní historicky doložený případ extradice je z roku 1591, kdy byl ze Skotska do Anglie vydán Sir Brian na Murra O'Rourke (1540?-1591), který byl později téhož roku v Anglii odsouzen a oběšen za rebelii, které se dopustil v Irsku, které bylo v té době v personální unii s Anglií, a před anglickou justicí prchl z Irska do Skotska.
Moderní mezinárodní extradiční právo se formuje po velké francouzské revoluci, kdy se objevuje koncept odmítnutí vydání pro trestné činy politické. Dalším vývojem, směřujícím zejména k formalizaci postupů, prochází extradiční právo na konci 19. a počátku 20. století. Naopak ke zjednodušení těchto postupů dochází po konci 2. světové války, v Evropě zejména v důsledku aktivit Rady Evropy. K dalšímu zjednodušování pak dochází v rámci Evropské unie.

## Prameny extradičního práva

### Prameny mezinárodněprávní úpravy vydávání

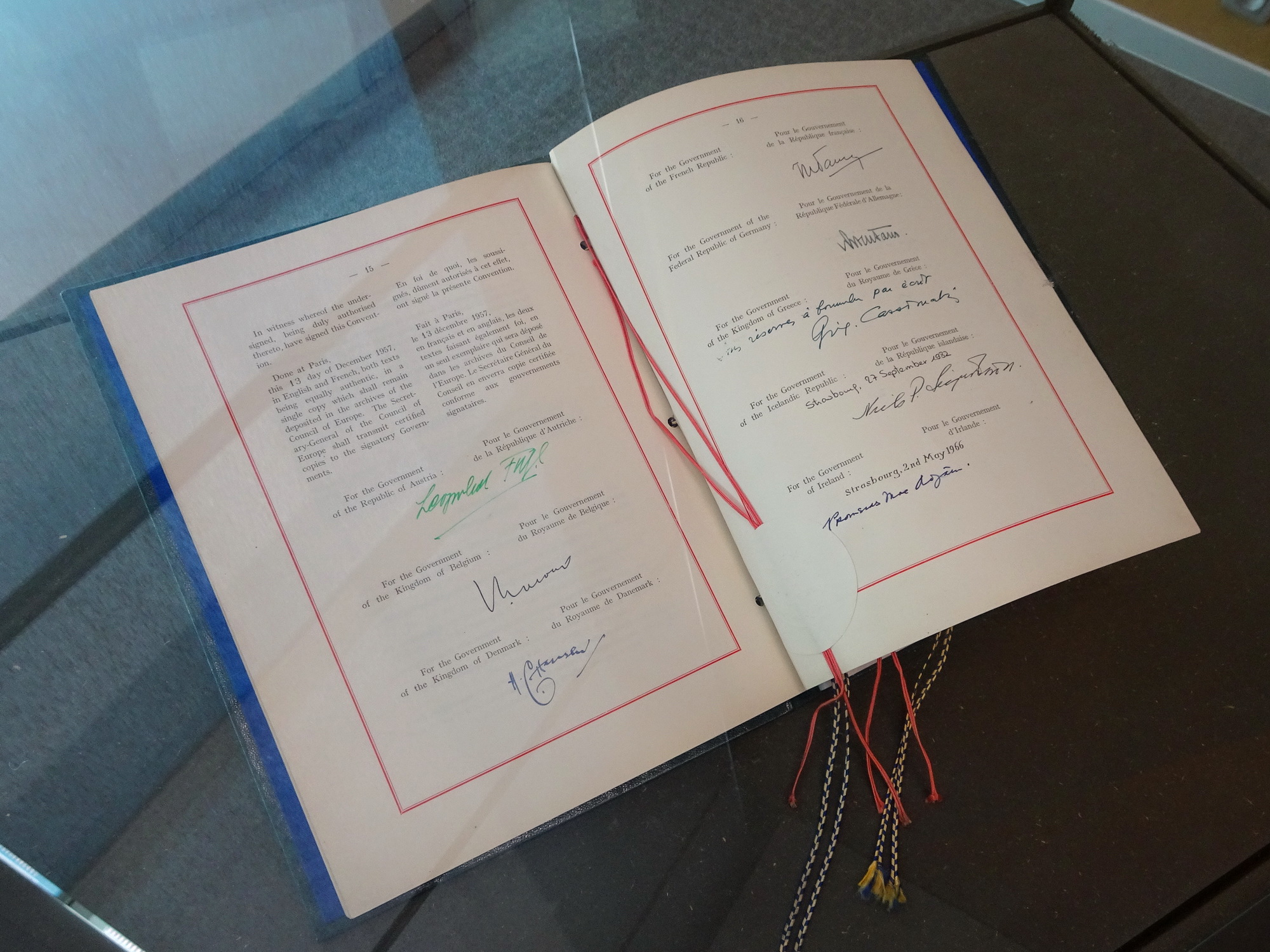
Originál Evropské úmluvy o vydávání.

Vydávání je upraveno v celé řadě mnohostranných i dvoustranných smluv, a to jak mnohostranných extradičních smluv, jako je např. Evropská úmluva o vydávání z 13. 12. 1957 (č. 549/1992 Sb.), dvoustranných extradičních smluv, jako je např. Smlouva o vzájemném vydávání zločinců mezi republikou Československou a Spojenými státy severoamerickými z 2. 7. 1925 (č. 48/1926 Sb. z. a n.), dvoustranných smluv o právní pomoci v širším smyslu, jako je např. Smlouva mezi Československou socialistickou republikou a Syrskou arabskou republikou o právní pomoci ve věcech občanských, rodinných a trestních z 18. 4. 1984 (č. 8/1986 Sb.), tak i mnohostranných smluv obsahujících pouze tzv. extradiční doložku (tj. jednotlivé ustanovení o vydávání pro trestné činy, k jejichž stíhání a trestání mnohostranná smlouva smluvní strany zavazuje), jako je např. Mezinárodní úmluva o potlačování financování terorismu z 9. 12. 1999 (č. 18/2006 Sb. m. s.; čl. 11). Vydávání je však v praxi možné i na bezesmluvním základě při zaručení reciprocity (vzájemnosti). Existuje jen málo států, které na bezesmluvním základě pachatele trestných činů nevydávají vůbec či jen v omezeném rozsahu. I tyto státy však často osobu, o které je jim známo, že je v jiném státě trestně stíhána či se pobytem na jejich území vyhýbá výkonu trestu odnětí svobody uloženého jí v jiném státě, ze svého území vyhostí (nejde-li o jejich vlastního státního příslušníka – viz níže).
Pro extradiční praxi mají význam rovněž mezinárodní úmluvy o lidských právech a základních svobodách a judikatura mezinárodních soudů pro lidská práva (zejména Evropského soudu pro lidská práva), které nepřímo omezují možnosti vydání (např. rozhodnutí Evropského soudu pro lidská práva ve věci Soering), resp. ke kterým je nezbytné přihlížet při rozhodování o vydání.

### Prameny vnitrostátní úpravy vydávání
Prameny vnitrostátní právní úpravy vydávání se v různých státech liší jednak v závislosti na míře kodifikace trestního práva procesního a jednak v závislosti na způsobu řešení vztahu vnitrostátního a mezinárodního práva. Zpravidla je pramenem konkrétní vnitrostátní úpravy buď zvláštní pasáž právního předpisu, který upravuje trestní řízení, či zvláštního právního předpisu o mezinárodní justiční spolupráci v trestních věcech (např. Německo, Rakousko), anebo zvláštní právní předpis o vydávání, tzv. extradiční zákon (zejména státy Common Law, např. Velká Británie, Irsko, Kanada, Nový Zéland).
V České republice je extradiční řízení upraveno ve druhé hlavě třetí části zvláštního zákona č. 104/2013 Sb., o mezinárodní justiční spolupráci ve věcech trestních, který s účinností od 1. ledna 2014 zcela nahradil ustanovení hlavy dvacáté páté trestního řádu (č. 141/1961 Sb.). Svůj význam si však trestní řád ve svých obecných ustanoveních ponechal, stejně jako Ústava České republiky a Listina základních práv a svobod. Pro extradiční praxi mají význam rovněž vnitroresortní předpisy, zejména instrukce Ministerstva spravedlnosti ze dne 9. dubna 2014, č. j. 37/2013-MOT-J/65, o postupu soudů ve styku s cizinou ve věcech trestních (publikována pod č. 14/2014 SIS), která má povahu zvláštního předpisu k vnitřnímu a kancelářskému řádu pro okresní, krajské a vrchní soudy, instrukce Ministerstva spravedlnosti ze dne 30. dubna 2014, č. j. 42/2013-MOT-J/60, o postupu soudů ve styku s členskými státy Evropské unie ve věcech trestních (publikována pod č. 17/2014 SIS), která má pak povahu zvláštního předpisu k prvně zmíněné instrukci, a pokyn obecné povahy nejvyššího státního zástupce č. 10/2013, o mezinárodní justiční spolupráci ve věcech trestních.

## Obecné podmínky vydávání
Základní zásadou mezinárodní justiční spolupráce v trestních věcech aplikovatelnou i při vydávání je zásada reciprocity (vzájemnosti). Státy tak vyhovují extradičním žádostem jiných států pouze v takovém rozsahu, v jakém by daný vyžadující stát vyhověl obdobné žádosti státu dožádaného. Pokud není vydávání mezi vyžadujícím a dožádaným státem upraven mezinárodní smlouvou, je před vyhověním extradiční žádosti dožádaným státem požadováno, aby stát vyžadující poskytl tzv. ujištění o vzájemnosti.
O vydání lze žádat jen pro některý z tzv. extradičních trestných činů při splnění podmínky oboustranné trestnosti, tj. pro čin, který je trestným činem podle práva vyžadujícího i dožádaného státu a pro který aplikovatelná právní úprava vydání připouští; tyto trestné činy jsou buď taxativně vyčteny v příslušné extradiční smlouvě, nebo jsou v příslušné extradiční smlouvě definovány obecně, zejména podle horní hranice trestní sazby, anebo jsou jedním či druhým způsobem definovány ve vnitrostátním právu dožádaného státu v případě vydání na bezesmluvním základě. Splněny přitom musí být i obecné podmínky trestnosti, jako jsou věk pachatele, příčetnost atd. Extradičními trestnými činy nebývají trestné činy fiskální ani trestné činy ryze vojenské či politické povahy, některé mezinárodní smlouvy je nicméně mezi extradiční trestné činy řadí (např. Druhý dodatkový protokol k Evropské úmluvě o vydávání ze 17. 3. 1978, v České republice publikovaný pod č. 30/1997 Sb., mezi extradiční trestné činy řadí trestné činy fiskální).
Trestný čin, pro který je o vydání žádáno, také nesmí být promlčen ve vyžadujícím ani v dožádaném státě – podle některých mezinárodních smluv je však přihlíženo k úpravě promlčení pouze podle práva vyžadujícího státu.
Státy, které ve svých ústavách či v mezinárodních smlouvách o lidských právech a základních svobodách, jichž jsou smluvními stranami, zakazují trest smrti, rovněž odmítají vydání pro účely trestního stíhání, v jehož rámci může dojít k uložení trestu smrti, nebo pro účely vykonání již uloženého trestu smrti, ledaže vyžadující stát poskytne dostatečné ujištění, že takový trest nebude uložen, resp. že nebude vykonán, bude-li nebo byl-li uložen.
Podmínkou vydání, která vyplývá mj. z extrateritoriálního účinku některých mezinárodních smluv o lidských právech a základních svobodách je rovněž obecná úroveň dodržování základních lidských práv ve vyžadujícím státě. Pokud by v případě vydání hrozilo vydávané osobě mučení či jiné kruté či nelidské zacházení, resp. zacházení s mučením srovnatelné, bylo by její vydání nepřípustné. Hrozba nelidského zacházení přitom může vyplývat např. i z obecných podmínek panujících ve věznicích ve vyžadujícím státě (srov. např. rozhodnutí Evropského soudu pro lidská práva ve věci Soering).
Vydání azylanta je vyloučeno do státu, vůči němuž jí byl azyl v dožádaném státě přiznán, by bylo porušením tzv. zásady non-refoulement (čl. 33 Úmluvy o právním postavení uprchlíků z 28. 7. 1951, která byla v České republice publikována pod č. 208/1993 Sb.), a proto není přípustné.
Řada států (zejména státy Common Law, ale i řada států kontinentálního právního okruhu) podmiňuje vydání osoby, která byla ve vyžadujícím státě odsouzena v nepřítomnosti (in absentia), poskytnutím ujištění, že po vydání bude mít tato osoba právo na nový proces.

### Vydávání vlastních občanů
Podle obyčejového mezinárodního práva mají státy právo (nikoli však povinnost) odmítnout vydání svého vlastního občana. Státy Common Law (např. Spojené státy americké, Izrael), ale i některé další (např. Nizozemsko, Estonsko) své občany běžně vydávají, byť některé z nich váží vydávání vlastních občanů na existenci smluvního závazku vzájemného vydávání vlastní občany (např. Belize). Některé státy jsou ochotny vydávat své vlastní státní příslušníky k trestnímu stíhání do ciziny i bez zaručení vzájemnosti, ovšem pouze za podmínky, že vydaná osoba bude v případě uložení nepodmíněného trestu odnětí svobody vrácena svého domovského státu, aby uložený trest vykonala tam (tzv. nizozemská klauzule – Dutch clause). Jedním ze známých příkladů, kdy došlo k odmítnutí vydání vlastního občana, je případ režiséra Romana Polanského, francouzského státního příslušníka, o jehož vydání z Francie žádaly Spojené státy americké. Podobně v roce 2007 Rusko odmítlo vydat Andreje Lugového, podezřelého z vraždy Alexandra Litviněnka, do Velké Británie, přičemž vycházelo jak z vlastní Ústavy, která vydávání vlastních občanů zakazuje, tak z čl. 6 Evropské úmluvy o vydávání, který výslovně umožňuje vydání vlastního občana odmítnout.
Vydání českého občana z České republiky do ciziny je podle § 91 odst. 1 písm. a) zákona o mezinárodní justiční spolupráci ve věcech trestních možné pouze s jeho souhlasem. Předání vlastního občana do ciziny na základě evropského zatýkacího rozkazu je naproti tomu možné i bez jeho souhlasu.

### Aut dedere aut iudicare
Skutečnost, že osoba nebyla vydána z dožádaného státu do státu vyžadujícího, nemusí nutně znamenat, že trestnímu stíhání či výkonu trestu vždy unikne. Podle zásady aut dedere aut iudicare, tedy „vydat nebo soudit“ (někdy také aut dedere aut punire, „vydat nebo potrestat“), která je ve vnitrostátním trestním právu reflektována, pokud jde o vlastní státní příslušníky, v zásadě aktivní personality a v tzv. subsidiární zásadě univerzality, pokud jde o státní příslušníky cizí, je stát, který odmítl vydání, povinen věc předložit svým orgánům činným v trestním řízení a postupovat, jako by byl předmětný trestný čin spáchán v jeho jurisdikci, zejména pokud je k vydání jinak smluvně zavázán a nejde-li o extradiční trestný čin nebo jde o trestný čin podle práva dožádaného státu promlčený. Téhož cíle lze dosáhnout rovněž využitím institutu předání trestního řízení či předání výkonu rozsudku.
Zásada aut dedere aut iudicare byla podle názorů Huga Grotia součástí obyčejového mezinárodního práva, a každý stát byl podle ní povinen pachatele trestného činu, který uprchl na jeho území, i bez existence výslovného závazku založeného mezinárodní smlouvou vydat do státu, kde trestný čin spáchal, anebo jej sám potrestat. V dnešním pojetí však z mezinárodněprávního hlediska vydání na bezesmluvním základě není povinností státu.
V České republice je zásada aut dedere aut iudicare v trestním právu hmotném vyjádřena v ustanoveních § 6 (zásada aktivní personality) a § 8 odst. 1 (subsidiární zásada univerzality) trestního zákoníku.

## Extradiční řízení

### Vyžádání z ciziny
Vyžádání z ciziny je možné na základě zatýkacího rozkazu, pravomocného odsuzujícího rozsudku, kterým byl uložen nepodmíněný trest odnětí svobody, nebo jiného podobného rozhodnutí. Na jeho základě stát vyžadující zašle předepsaným způsobem (diplomatickou cestou nebo přímo mezi ústředními justičními orgány) žádost o vydání (extradiční žádost) příslušnému orgánu dožádaného státu, přičemž v závislosti na požadavcích aplikovatelné mezinárodní smlouvy či vnitrostátního práva dožádaného státu k extradiční žádosti případně přiloží další extradiční materiály (např. ověřené kopie podstatných důkazů, z nichž lze usuzovat, že vyžadovaná osoba trestnou činnosti, pro kterou je o její vydání žádáno, skutečně spáchala – předložením takových důkazů podmiňují vydání zejména státy Common Law, např. Spojené státy americké, Kanada či Nový Zéland). O extradiční žádosti následně v dožádaném státě probíhá tzv. extradiční řízení. Pokud dožádaný stát rozhodne o povolení vydání, eskortují vydávanou osobu do vyžádaného státu jeho policisté.
V České republice je vyžádání z ciziny upraveno v ustanoveních § 78 až 86 zákona o mezinárodní justiční spolupráci ve věcech trestních.

### Vydání do ciziny
Extradiční řízení může být zahájeno buď tak, že vyžadující stát se např. cestou mezinárodní policejní spolupráce dozví, že se předmětná osoba nachází na území konkrétního cizího státu, a příslušný orgán vyžadujícího státu (zpravidla je jím ministerstvo spravedlnosti či generální prokuratura, může jím být však např. i diplomatické zastoupení tohoto státu v dožádaném státě), zašle příslušnému orgánu dožádaného státu (zpravidla je jím ministerstvo spravedlnosti či generální prokuratura) extradiční žádost, anebo tak, předmětná osoba je na základě zatýkacího rozkazu či jiného rozhodnutí se stejnými účinky vyhlášena do mezinárodního pátrání Interpolu, což může mít povahu žádosti o předběžnou vazbu, na jejímž základě je tato osoba v cizím státě v případě lokalizace zatčena – od okamžiku vzetí této osoby zatčení pak běží lhůta k zaslání extradiční žádosti a dalších extradičních materiálů příslušnému orgánu dožádaného státu. Délka této lhůty závisí na aplikovatelné smluvní úpravě či na vnitrostátním právu dožádané strany. O extradiční žádosti je pak rozhodnuto v extradičním řízení, které je upraveno právem dožádaného státu a které může mít několik fází (zejména předběžné šetření, v jehož rámci jsou shromažďovány nezbytné podklady pro rozhodnutí, zda jsou splněny právní podmínky vydání, řízení o přípustnosti vydání, v jehož rámci na základě shromážděných podkladů soud rozhodne, zda je vydání skutečně přípustné, a řízení o povolení vydání, kdy v případě, že bylo rozhodnuto, že vydání je přípustné, příslušný orgán (zpravidla je jím ministr spravedlnosti) rozhodne o povolení či nepovolení vydání; některé právní úpravy proti rozhodnutí o povolení vydání připouští různé opravné prostředky).
V České republice je vydání do ciziny upraveno v ustanoveních § 87 až 104 zákona o mezinárodní justiční spolupráci ve věcech trestních. Každá extradiční žádost je nejprve podrobena předběžnému šetření, v jehož rámci státní zástupce krajského státního zastupitelství žádost přezkoumá, aby zjistil, jednak zda jsou splněny formální náležitosti, jednak zda je zapotřebí doplnit žádost dodatkovými informacemi či provést další šetření k některým konkrétním otázkám. Po provedení předběžného šetření státní zástupce podá příslušnému krajskému soudu návrh buď na vyslovení přípustnosti, nebo na vyslovení nepřípustnosti vydání. Pokud soud vysloví, že vydání je přípustné, předloží věc ministru spravedlnosti, který rozhodne, zda vydání povolí či nikoli. Pokud vydání není podle rozhodnutí soudu přípustné, nemůže ministr spravedlnosti o povolení vydání vůbec rozhodovat.

### Zkrácené vydávací řízení
Některé mezinárodní smlouvy a řada vnitrostátních právních úprav upravují možnost tzv. zkráceného vydávacího řízení, tj. zrychleného a méně formálního řízení, které proběhne v případě, že osoba, o jejíž vydání jde, vysloví se svým vydáním souhlas. Míra odstranění formalit je různá v závislosti na vnitrostátní právní úpravě – v některých státech odpadá pouze soudní fáze rozhodování o přípustnosti vydání, ale např. ve Švýcarsku se bez dalšího rozhodování přistoupí přímo k realizaci vydání; obdobnou úpravu přijala s účinností od 1. 1. 2009 i Česká republika (§ 398 trestního řádu ve znění zákona č. 457/2008 Sb.; nyní § 96 zákona o mezinárodní justiční spolupráci ve věcech trestních).

### Zásada speciality
Pokud k vydání dojde, je vydaná osoba ve vyžadujícím státě po svém vydání chráněna tzv. zásadou speciality, podle které tato osoba nemůže být ve státě, kam byla vydána, stíhána či na ní vykonán trest pro jiné skutky, než pro které bylo dožádaným státem její vydání povoleno. Této ochrany osoba pozbývá ve dvou případech – buď může její stíhání i pro další skutky povolit stát, který ji vydal, anebo může k zániku této ochrany dojít, pokud je osoba propuštěna na svobodu a po určitou dobu měla možnost území státu, kterému byla vydána, opustit, a neučinila tak, anebo tak sice učinila, ale poté se na jeho území opět vrátila. Délka této ochranné lhůty je stanovena buď v příslušné mezinárodní smlouvě – např. podle čl. 14 odst. 1 písm. b) Evropské úmluvy o vydávání z 13. 12. 1957 (č. 549/1992 Sb.) činí 45 dnů – anebo ve vnitrostátním právu vyžadujícího státu.

### Odložení vydání a dočasné předání
Pokud je přítomnost osoby, o jejíž vydání jde, zapotřebí pro účely řízení či výkonu nepodmíněného trestu odnětí svobody v dožádaném státě, je možné současně s povolením vydání rozhodnout i o tom, že jeho realizace se odkládá do doby po skončení trestního řízení, resp. výkonu nepodmíněného trestu odnětí svobody.
Další variantou pak je tzv. dočasné předání, kdy po provedení nezbytných úkonů ve vyžadujícím státě musí být osoba vrácena zpět státu dožádanému – po odpadnutí důvodu odkladu realizace vydání je pak opět předána, tentokrát již definitivně, státu vyžadujícímu.

### Konkurence extradičních žádostí
Žádá-li o vydání téže osoby současně více států, je na dožádaném státu, aby rozhodl, které z žádostí vyhoví. Řídí se přitom kritérii stanovenými v aplikovatelných mezinárodních smlouvách nebo ve vlastní vnitrostátní právní úpravě. Často je takovým kritériem pořadí, ve kterém dožádaný stát jednotlivé extradiční žádosti obdržel, jakož i možnost dalšího vydání předmětné osoby z jednotlivých vyžadujících států (např. je-li předmětná osoba státním příslušníkem jednoho z vyžadujících států a tento vyžadující stát vlastní občany do druhého vyžadujícího státu nevydává, vydá dožádaný stát předmětnou osobu zpravidla druhému vyžadujícímu státu), závažnost trestných činů, pro které jednotlivé vyžadující státy o vydání předmětné osoby žádají, atp.

## Extradice v rámci Evropské unie
V rámci Evropské unie je extradice upravena instrumenty bývalého III. pilíře. Sjednány byly dvě mnohostranné extradiční úmluvy – Úmluva o zjednodušeném vydávacím řízení mezi členskými státy Evropské unie z 10. 5. 1995 a Úmluva týkající se vydávání mezi členskými státy Evropské unie z 27. 9. 1996. V souvislosti se zavedením systému předávání na základě evropského zatýkacího rozkazu však již nejsou použitelné. Ustanovení o vydávání obsahuje rovněž Schengenská prováděcí úmluva, která je aplikovatelná rovněž ve vztahu k Norsku a Islandu.
V reakci na události 11. 9. 2001 bylo přijato rámcové rozhodnutí Rady Evropské unie z 13. 6. 2002 o evropském zatýkacím rozkazu a o předávání mezi členskými státy Evropské unie (č. 2002/584/JHA; v Úř. věst. publikováno dne 18. 7. 2002 v částce L 190). Na základě tohoto rámcového rozhodnutí jsou členské státy Evropské unie povinny nahradit vydávání na základě mezinárodních smluv jednodušším systémem předávání (surrender) na základě jednotných vnitrostátních právních předpisů, které k implementaci (resp. transpozici) tohoto rámcového rozhodnutí přijmou.
Podobný systém byl od 1. 11. 2019 zaveden mezi členskými státy Evropské unie a Norskem a Islandem, a to na základě Dohody mezi Evropskou unií a Islandskou republikou a Norským královstvím o postupu předávání mezi členskými státy Evropské unie a Islandem a Norskem z 28. 6. 2006 (v Úř. věst. publikována dne 21. 10. 2006 v částce L 292).

## Další systémy zjednodušeného vydávání
Některé státy, jejichž právní kultury jsou si blízké, přijímají jednotné vnitrostátní právní předpisy, kterými formální extradiční řízení zjednodušují a omezují či odstraňují i některé důvody pro odmítnutí vydání. Před zavedením systému předávání na základě evropského zatýkacího rozkazu jednotné právní předpisy upravovaly vydávání mezi Velkou Británií a Irskem a mezi skandinávskými státy (přičemž systém vydávání mezi skandinávskými státy byl inspirací pro evropský zatýkací rozkaz). Od 1. 7. 2006 zavedly nové jednotné právní předpisy mezi skandinávskými státy (včetně Norska a Islandu) systém předávání na základě tzv. nordického zatýkacího rozkazu, který jde ve zjednodušení a zrychlení řízení ještě dále než evropský zatýkací rozkaz (zcela odstraněn důvod odmítnutí předání spočívající ve státní příslušnosti osoby, o jejíž předání jde, kratší lhůty pro řízení a pro realizaci předání osoby po rozhodnutí o předání atp.).

## Obcházení extradice v praxi některých států
Některé státy v praxi v případech, které považují za výjimečné a nepovažují-li za pravděpodobné, že by jejich extradiční žádosti bylo vyhověno, přistupují buď k nátlaku na stát, na jehož území se hledaná osoba nachází, aby ji tento stát vyhostil do státu „dožadujícího“, anebo dokonce tuto osobu ze státu, na jehož území se nachází, de facto unesou. Příkladem takového únosu je případ Adolfa Eichmanna, který byl unesen agenty izraelského Mosadu z Argentiny v roce 1960. V souvislosti s tzv. válkou proti terorismu přistupují k podobné praxi také Spojené státy americké (tzv. extraordinary rendition) – spolupráce či strpění takových aktivit ze strany některých členských států Rady Evropy je kritizováno v tzv. Martyho zprávě. Extraordinary rendition však nebývá využívána pro účely trestního stíhání osoby nebo výkonu trestu odnětí svobody, ale k jejímu zajištění pro účely zpravodajského vytěžení.
Hongkongský návrh Zákona o uprchlých pachatelích a vzájemné právní pomoci v trestních věcech z března 2019, zkráceně nazýván také jako extradiční zákon, vyvolal masové protesty a byl v říjnu téhož roku oficiálně stažen. V následujícím roce byl však přijat zákon o státní bezpečnosti, výrazně posilující pravomoci represivních složek.

## Průvoz
S vydáváním je funkčně spojen také průvoz. Pokud je při realizaci vydání zapotřebí převézt osobu územím třetího státu, je nezbytné tento třetí stát požádat o povolení průvozu. Průvoz pro účely extradice je zpravidla povolován za obdobných podmínek jako vydání, některé státy (např. Nizozemsko) však povolují průvoz za podmínek mírnějších a s méně formálními požadavky. Mezinárodní smlouvy často stanoví, že pro letecký průvoz bez plánovaného mezipřistání není zapotřebí žádat o povolení průvozu.
Průvoz územím České republiky povoluje Ministerstvo spravedlnosti (§ 142 zákona o mezinárodní justiční spolupráci ve věcech trestních). Povolení průvozu osoby pro účely, které předpokládají zpětný průvoz po provedení úkonu v cizím státě, je současně i povolením pro tento zpětný průvoz. Povolení průvozu není třeba v případě letecké přepravy bez plánovaného přistání. Pokud k neplánovanému přistání dojde a nebyla doručena žádost cizího státu o povolení průvozu, osoba může být vzata do vazby až na 18 dnů. O vzetí osoby do vazby rozhodne krajský soud na návrh státního zástupce krajského státního zastupitelství. Obdobně se postupuje při průvozu osoby, která má být do jiného členského státu Evropské unie vydána z třetího státu anebo do třetího státu vydána z jiného členského státu Evropské unie.

## Některé známé případy
- Yakov Mushailov – v roce 2005 byl vydán z Izraele k trestnímu stíhání do České republiky
- Viktor Kožený – o jeho vydání z Bahamských ostrovů k trestnímu stíhání žádají současně Česká republika a Spojené státy americké
- Oussama Abdullah Kassir – v roce 2007 byl vydán z České republiky k trestnímu stíhání do Spojených států amerických
- Radovan Krejčíř – o jeho vydání z Jihoafrické republiky žádá Česká republika[3]
- Manuel Noriega - v roce 2010 vydán ze Spojených států amerických do Francie
- Roman Polanski - vydání ze Švýcarska do Spojených států amerických bylo v roce 2010 zamítnuto
- Tomáš Pitr - v roce 2010 byl zatčen ve Švýcarsku a v roce 2012 byl vydán do České republiky[4][5][6]
- Kevin Dahlgren – v roce 2015 vydán ze Spojených států amerických k trestnímu stíhání do České republiky